# 价川市
价川市（ケチョンし）は北朝鮮平安南道に属する市。
炭坑地帯である。

## 地理
平安南道の中北部に位置し、市域の南に大同江、北に清川江が流れる。
東に徳川市・北倉郡、南に順川市、西に安州市と境を接する。北に清川江を隔てて平安北道寧辺郡・球場郡がある。

## 行政区域
26洞・11里を管轄する。
| - 閣巌洞（カガムドン） - 鋼鉄洞（カンチョルトン） - 巾之洞（コンジドン） - 光復洞（クァンボクトン） - 軍隅洞（クヌドン） - 南川洞（ナムチョンドン） - 藍田洞（ラムジョンドン） - 龍台洞（リョンデドン） - 龍巌洞（リョンアムドン） - 龍源洞（リョンウォンドン） - 龍津洞（リョンジンドン） - 墨坊洞（ムクパンドン） - 鳳泉洞（ポンチョンドン） - 北院洞（プグォンドン） - 三峯洞（サムボンドン） - 三浦洞（サムポドン） - 西南洞（ソナムドン） - 承昌洞（スンチャンドン） - 新成洞（シンソンドン） | - 戛日洞（アリルトン） - 薬水洞（ヤクスドン） - 仁興洞（イヌンドン） - 自作洞（チャジャクトン） - 前進洞（チョンジンドン） - 朝陽洞（チョヤンドン） - 千里ギル洞（チョルリギルトン） - 光島里（クァンドリ） - 旧邑里（クウムニ） - 台閣里（テガンニ） - 島花里（トファリ） - 桐林里（トンニムニ） - 龍雲里（リョンウンニ） - 宝富里（ポブリ） - 外東里（ウェドンニ） - 外西里（ウェソリ） - 俊赫里（チュニョンニ） - 青龍里（チョンニョンニ） |

## 歴史
高句麗・渤海を経て女真族の土地となり、10世紀前半に高麗の手に帰した。

### 年表
この節の出典
- 930年 - 安水鎮が置かれた。
- 1018年 - 連州防禦使が置かれた。
- 1218年 - 翼州防禦使、ついで价州に改められた。
- 朝鮮王朝 - 太宗によって价川郡が置かれた。
- 1895年 - 平壌府に属した（二十三府制）。
- 1896年 - 平安南道に属する。
- 1914年4月1日 - 郡面併合により、平安南道价川郡の一部(内南面)が順川郡に編入。价川郡に以下の面が成立。(7面)
  - 郡内面・内東面・外東面・中南面・外西面・中西面・北面
- 1929年4月1日 (6面)
  - 郡内面・内東面が合併し、朝陽面が発足。
  - 外西面が价川面に改称。
- 1939年10月1日 - 外東面が順川郡鳳鳴面と合併し、鳳東面が発足。(6面)
- 1941年10月1日 - 价川面が价川邑に昇格。(1邑5面)
- 1949年10月 - 价川邑が价川面に降格。(6面)
- 1952年12月 - 郡面里統廃合により、平安南道价川郡朝陽面・鳳東面・中南面・价川面・中西面・北面、安州郡東面の一部、平安北道寧辺郡延山面の一部地域をもって、平安南道价川郡を設置。价川郡に以下の邑・里が成立。(1邑21里)
  - 价川邑・軍隅里・外西里・宝富里・青龍里・龍津里・台閣里・西南里・光島里・外東里・墨坊里・鳳倉里・戛日里・龍雲里・旧邑里・内洞里・北院里・藍田里・龍潭里・三峯里・俊赫里・島花里
- 1952年末 - 龍潭里が龍潭労働者区に昇格。(1邑1労働者区20里)
- 1953年12月 (1邑1労働者区21里)
  - 順川郡龍巌里を編入。
  - 西南里の一部が安州郡祥瑞里に編入。
- 1958年6月 - 戛日里の一部が分立し、朝陽労働者区が発足。(1邑2労働者区21里)
- 1961年3月 - 藍田里が藍田労働者区に昇格。(1邑3労働者区20里)
- 1963年11月 (1邑6労働者区17里)
  - 三峯里が三峯労働者区に昇格。
  - 龍津里が龍津労働者区に昇格。
  - 墨坊里が墨坊労働者区に昇格。
- 1967年10月 (1邑9労働者区14里)
  - 北院里が北院労働者区に昇格。
  - 軍隅里が軍隅労働者区に昇格。
  - 戛日里が戛日労働者区に昇格。
  - 藍田労働者区・龍潭労働者区の境界線を調整。
- 1969年12月 - 西南里・龍巌里が合併し、龍源労働者区が発足。(1邑10労働者区12里)
- 1984年 - 鳳倉里が北倉郡に編入。(1邑10労働者区11里)
- 1990年8月 - 价川郡が价川市に昇格。(25洞11里)
  - 价川邑・俊赫里の各一部が合併し、三浦洞が発足。
  - 价川邑の一部が分立し、新成洞が発足。
  - 軍隅労働者区の一部が分立し、薬水洞が発足。
  - 龍津労働者区の一部が分立し、龍津洞が発足。
  - 价川邑・軍隅労働者区の各一部が合併し、千里ギル洞が発足。
  - 价川邑・軍隅労働者区の各一部が合併し、光復洞が発足。
  - 价川邑の残部・軍隅労働者区の一部が合併し、軍隅洞が発足。
  - 軍隅労働者区の残部・宝富里の一部が合併し、鋼鉄洞が発足。
  - 宝富里の一部・龍津労働者区の残部が合併し、巾之洞が発足。
  - 宝富里の一部が分立し、南川洞が発足。
  - 藍田労働者区が分割され、自作洞・前進洞が発足。
  - 龍潭労働者区が藍田洞に昇格。
  - 朝陽労働者区が朝陽洞に昇格。
  - 三峯労働者区が分割され、鳳泉洞・三峯洞が発足。
  - 北院労働者区が分割され、仁興洞・北院洞が発足。
  - 龍源労働者区が分割され、龍源洞・閣巌洞・龍巌洞が発足。
  - 戛日労働者区が戛日洞に昇格。
  - 墨坊労働者区が墨坊洞に昇格。
  - 龍雲里・旧邑里の各一部が合併し、承昌洞が発足。
  - 龍雲里・台閣里の各一部が合併し、龍台洞が発足。
- 1993年 - 内洞里が桐林里に改称。(25洞11里)
- 1997年8月 (26洞11里)
  - 龍源洞が西南洞に改称。
  - 安州市松巌洞の一部が分立し、龍源洞が発足。

## 交通
- 満浦線
  - 閣岩駅 - 龍源里駅 - 泉洞駅 - 价川駅 - 院里駅 - 鳳泉駅 - 自作駅 - 藍田駅
- 价川線
  - 雲興里駅 - 价川駅
- 戴建線
  - 無尽台駅 - 外東駅
- 大角線
  - 泉洞駅 - 大角駅
- 朝陽炭鉱線
  - 价川駅 - 旧邑駅 - 石間駅 - 朝陽炭鉱駅
- 鳳泉炭鉱線
  - 鳳泉駅 - 鳳泉炭鉱駅
- 价川炭鉱線
  - 自作駅 - 前進駅

## 観光
- 松巌洞窟

## 施設
- 第14号管理所 － 強制収容所。

## 物語の舞台
- 出身成分 (小説)